# Møgelø
Møgelø är en obebodd ö med en yta på 15 hektar i Julsø i Silkeborgs kommun i Danmark. 
Scoutförbundet FDF äger 13 hektar (24 tunnland) och två scoutstugor på Møgelø.
Møgelø var ursprungligen täckt av ekskog. Den höggs ned på 1750-talet och ön användes som  jordbruksmark till omkring 1850. Sedan 1912 har den enbart använts till lägerverksamhet.
Ön ligger 340 meter från land och kan endast nås med båt. Roddbåt ingår i hyran för scoutstugorna men man kan också ta sig dit med Hjejleselskabets båtar.